# 신 (대리)
신(信, ? ~ ?)은 전한 중기의 관료이다. ‘신’은 이름자로, 성씨는 알 수 없다.

## 행적
건원 2년(기원전 139년), 대리에 임명되었다.

## 출전
- 반고, 《한서》권19하 백관공경표 下

| 전임 하 | 전한의 대리 기원전 139년 ~ 기원전 137년? | 후임 (정위) 천 |